# Taro, l'enfant dragon
Pour plus de détails, voir Fiche technique et Distribution.
Taro, l'enfant dragon (龍の子太郎, Tatsu no ko Tarō) est un long métrage d'animation japonais réalisé par Kirio Urayama et sorti au Japon en 1979. Il s'agit de l'adaptation du roman homonyme de Miyoko Matsutani, lui-même inspiré d'un conte japonais. Le film n'a pas connu de sortie en salles en France.

## Synopsis
Taro est un jeune garçon qui ne manque pas de vigueur, mais est terriblement paresseux. Pour l'encourager, un magicien lui donne une potion qui lui confère la force de cent hommes, mais uniquement lorsqu'il l'utilise pour faire le bien. Un jour, la grand-mère de Taro lui révèle que sa mère a été transformée en dragon. Taro décide alors de surmonter sa paresse et de partir à la recherche de sa mère.

## Fiche technique
- Titre : Taro, l'enfant dragon
- Titre original : 龍の子太郎 (Tatsu no ko Tarō?)
- Titre anglais : Taro, the Dragon Boy
- Réalisation : Kirio Urayama
- Scénario : Takashi Mitsui et Kirio Urayama, sur une idée originale d'Isao Takahata, d'après le roman de Miyoko Matsutani
- Musique originale : Riichiro Manabe
- Création des décors : Yōichi Kotabe, Reiko Okuyama
- Direction artistique : Isamu Tsuchida
- Sociétés de production : Toei Animation, Toei Doga
- Distribution : Toei Animation (Japon), Discotek Media (États-Unis, DVD)
- Pays :  Japon
- Langue : japonais
- Format : couleur - 2,35:1
- Son : stéréo
- Durée : 75 minutes
- Dates de sortie : 
  - Japon : 17 mars 1979[1]
  - Allemagne de l'Est : 4 septembre 1983

## Disponibilité en vidéo
Le film a été édité en DVD par Discotek Media en janvier 2006.